# Mafkar Sharqi
Mafkar Sharqi (tiếng Ả Rập: مفكر شرقي, cũng đánh vần al-Mufakkir al-Sharqi) là một ngôi làng Syria nằm trong phó huyện Barri Sharqi ở huyện Salamiyah ở Tỉnh Hama. Theo Cục Thống kê Trung ương Syria (CBS), Mafkar Sharqi có dân số 802 trong cuộc điều tra dân số năm 2004. Cư dân của nó chủ yếu là người Hồi giáo Ismaili Shia.